# نهائي كأس فرنسا 2023
نهائي كأس فرنسا 2023 (بالفرنسية: Coupe de France final 2023) هي مباراة كرة القدم الختامية لتحديد الفريق الفائز في مسابقة كأس فرنسا 2022–23، ضمن الموسم السادس بعد المائة من مسابقات كأس فرنسا لكرة القدم. أقيمت بين نانت وتولوز يوم 29 أبريل 2023 على ملعب فرنسا . فاز تولوز بالمباراة بنتيجة 5-1، محققًا لقبه الأول في كأس فرنسا. مع ذلك كان هذا اللقب الثاني للمدينة، حيث سبق لنادي تولوز السابق الذي تم حله عام 1967 الفوز باللقب عام 1957، لكنه اختفى بعد 10 سنوات عند اندماجه مع نادي باريس النجم الأحمر ويعتبر ناديًا تولوز الفائز هذا الموسم مختلفًا.
أقيمت النهائي على ملعب فرنسا بين حامل اللقب نانت وتولوز الفائز بالدوري الفرنسي الدرجة الثانية الموسم الفائت، على أمل الاحتفاظ على لقبه للعام الثاني على التوالي، تلقى نانت صدمة قوية ببداية قوية من تولوز الذي سجل هدفين في أول عشر دقائق عن طريق قلب الدفاع لوجان كوستا، وسجل تييس دالينغا هدفين آخرين في الدقيقتين 23 و31 ليدخل تولوز إلى الشوط الثاني متقدما 4-0 في مشاهد استثنائية، وكان هذا الفوز الأكبر في نهائي كأس فرنسا منذ عام 1970 عندما تغلب سانت إتيان على نانت 5-0 - وهو العام الذي تأسس فيه نادي تولوز، ويمثل هذا أيضًا أول لقب كبير لفريق تولوز على الإطلاق، بعد أن نجح في الفوز بلقب الدوري الفرنسي الدرجة الثانية ثلاث مرات فقط في أعوام 1982، 2003، 2022.

## الطريق إلى النهائي
| الخصم                                                                       | نتيجة               | الجولة               | الخصم     | نتيجة   |
| أي أف فيروا                                                                 | 2–0 (خ)             | دور الرابع والستين   | لانيون    | 7–1 (خ) |
| ثون                                                                         | 0–0 (خ) (4–2 ركلة.) | دور الثاني والثلاثين | أجاكسيو   | 2–0 (د) |
| أنجيه                                                                       | 1–1 (خ) (4–2 ركلة.) | دور الستة عشر        | ستاد رانس | 3–1 (د) |
| لانس                                                                        | 2–1 (د)             | ربع النهائي          | روديز     | 6–1 (د) |
| ليون                                                                        | 1–0 (د)             | نصف النهائي          | آنسي      | 2–1 (خ) |
| ملاحظة: تشير الرموز (د) = داخل الديار ; (خ) = خارج الديار; (م) = ملعب محايد |                     |                      |           |         |

### نادي نانت
بعدما كان نادي نانت مقرر أن يواجه نادي إس إم كاين على ملعب لا بوجوار، تقرر مواجهته نادي فيروا في دور 32 من كأس فرنسا، بعدما صادقت لجنة الانضباط بالاتحاد الفرنسي لكرة القدم على قرار بعد استبعاد نادي إس إم كاين على خلفية إشراكه لاعبًا موقوفًا في مباراة الجولة الثامنة من كأس فرنسا بين فريقي إيه إف فيروا من الدرجة الثالثة وإس إم كاين من الدرجة الثانية بعد فوز إس إم كاين في المباراة التي جمعت بينهما بنتيجة (3-0)، واعتماد اللجنة اعتبار نادي إس إم كاين خاسرأ في المباراة وبذلك يتأهل فريق إيه إف فيروا لمواجهة نادي نانت. ومن هذه المواجهة تأهل نادي نانت، إلى دور التالي من كأس فرنسا بفوزه على نادي فيروا (0-2). على ملعب ميشيل دورنانو، عن طريق هدفي مصطفى محمد وإيفان جيساند لتأكيد تفوقه ومواصلة الدفاع عن لقبه.
انتهت مشوار نادي ثون في كأس فرنسا، بعد خروجه من البطولة أمام نادي نانت، حامل اللقب في نهاية مباراة تنافس فيها بانضباطه الشديد في أجواء ملعب كولومبيير الباردة، واحتكام الفريقين إلى ركلات الترجيح. بعد أن حافظ كلا الفريق على نظافة شباكه، وأُسفرت ركلات الترجيح عن تأهل نادي نانت (2-4 بركلات الترجيح) إلى دور الستة عشر من الكأس الوطنية. 
يصرّ حامل اللقب نادي نانت على اكمال مشواره إلى النهائي بعد تأخره في النتيجة حتى الدقائق الأخيرة من المباراة على ملعب ريموند كوبا، نجح الكناري في العودة بهدف التعادل المتأخر من فلوران موليه في الدقيقة 87 بعد خطأ فادح من نبيل بن طالب داخل منطقة الجزاء. بعدما ظل دفاع أنجيه متماسكًا حتى تلك اللحظة التي اخفق فيها لاعبه الجزائري الدولي في تشتيت الكرة، ويتأخر فريق أنطوان في الدقيقة السادسة بعد هدف الافتتاح عن طريق عبد الله سيما في الدقيقة السادسة من الشوط الأول، ثم تميل ركلات الترجيح لصالحه ويُقصي نادي أنجيه من كأس فرنسا بنتيجة (2-4 بركلات الترجيح). ويتأهل فريق أنطوان كومباريه إلى ربع النهائي يومي 28 فبراير و1 مارس.
تأهل نادي نانت لنصف نهائي كأس فرنسا للمرة الثانية على التوالي، بفوزه على لنس بنتيجة 2-1 في مباراة أقيمت بدون جمهور على ملعب بوجوار يوم الأربعاء، 1 مارس. سجل أندي ديلورت هدفين من ركلتي جزاء تحصل عليهما إغناتيوس غانغو، ليضمن بذلك تأهل نانت إلى الدور قبل النهائي. في مباراة شهدت تألق ريمي ديسكامب، حارس مرمى نانت الاحتياطي في الدوري الفرنسي، مجددًا في حراسة المرمى. ورغم استقباله هدفًا من هجمة من لاعب نادي لنس سيكو فوفانا في الدقيقة 28، إلا أن الحارس البالغ من العمر 26 عامًا كان حاسمًا أمام هجمات فريق نانت دون تلقي خيبتي أمل آخر اللتين مُنيا بها الفريق بالخروج من الدوري الأوروبي على يد يوفنتوس، والهزيمة في الديربي على أرضه أمام ستاد رين، وإنهاء سلسلة من ثلاث هزائم. يتقدم فريق أنطوان مجددًا نحو حلم تجاوز مباراة نصف النهائي العودة إلى ستاد دو فرانس، بعد عام من الفوز في نهائي كأس فرنسا 2022 على نادي نيس بهدف دون مقابل، الذي فتح لهم أبواب التأهل إلى البطولة القارية.
أسفرت قرعة نصف نهائي كأس فرنسا، التي أُجريت مساء الخميس 02 أبريل 2023، عن مواجهة أولمبيك ليون على ملعب لا بوجوار. يوم 05 أبريل، استضاف نادي نانت فريق أولمبيك ليون في نصف نهائي كأس فرنسا. سيطر نانت على مجريات اللعب طوال المباراة، وظنّ أنه افتتح التسجيل بفضل صمويل موتوسامي في الدقيقة 32 من الشوط الأول لكن حكم المباراة باستيان ديشيبي ألغى الهدف بداعي استفادته من موقعه واعتباره لاعباً تسلل. هذه الحادثة لم تُثبط عزيمة نانت الهجومية. ويأتي الحل من قبل لودوفيتش بلاس، رجل نهائي الكأس الموسم الفائت. بعد تمريرة طويلة من فابيان سينتونزي، سيطر لاعب نانت رقم 10 على منطقة الجزاء بصدره، وتمكن من الالتفاف ثم تسديد كرة طائرة في الزاوية العليا لمرمى أنتوني لوبيز، ويتقدم هذه المرة بالنتيجة في الدقيقة 57، من بعدها حبس جمهور بوجوار أنفاسه حتى الثانية الأخيرة قبل أن يحتفل ويقتحم الملعب للاحتفال مع لاعبيه بالتأهل إلى نهائي كأس فرنسا للمرة الثانية على التوالي ضد الفائز في نصف النهائي الآخر الذي يجمع بين آنسي وتولوز.

### نادي تولوز
لم يكن لفريق لانيون من الدرجة الثالثة، بعد مضى نصف ساعة من المباراة أي فرصة بتقدم فريق تولوز بنهاية الشوط الأول بثلاثة أهداف بدد آمال ريمي لو بوردولوس ولاعبيه. فرغم إعادة هيكلة فريق تولوز، لم يحظَ لاعبو كوتس دامور بفرصة حقيقية للاستمتاع باللحظة ضد تولوز. ورغم ازدياد حماسهم بعد الاستراحة، وتشكيلهم خطورة على مرمى نادي تولوز أحيانًا، فقد عانوا من إخفاقات دفاعية، كانت نتيجتها تسجيل دالينغا هدفين، بخمسة أهداف مختلفة عن طريق ناتان سكيتا أول من سجل، ويانيس بجراوي، وفيليكو بيرمانسفيتش، وستيجن سبيرينجس، ثم بمساعدة مدافع لانيون داميان بواسفيليرز في هدف عكسي في مرماه.

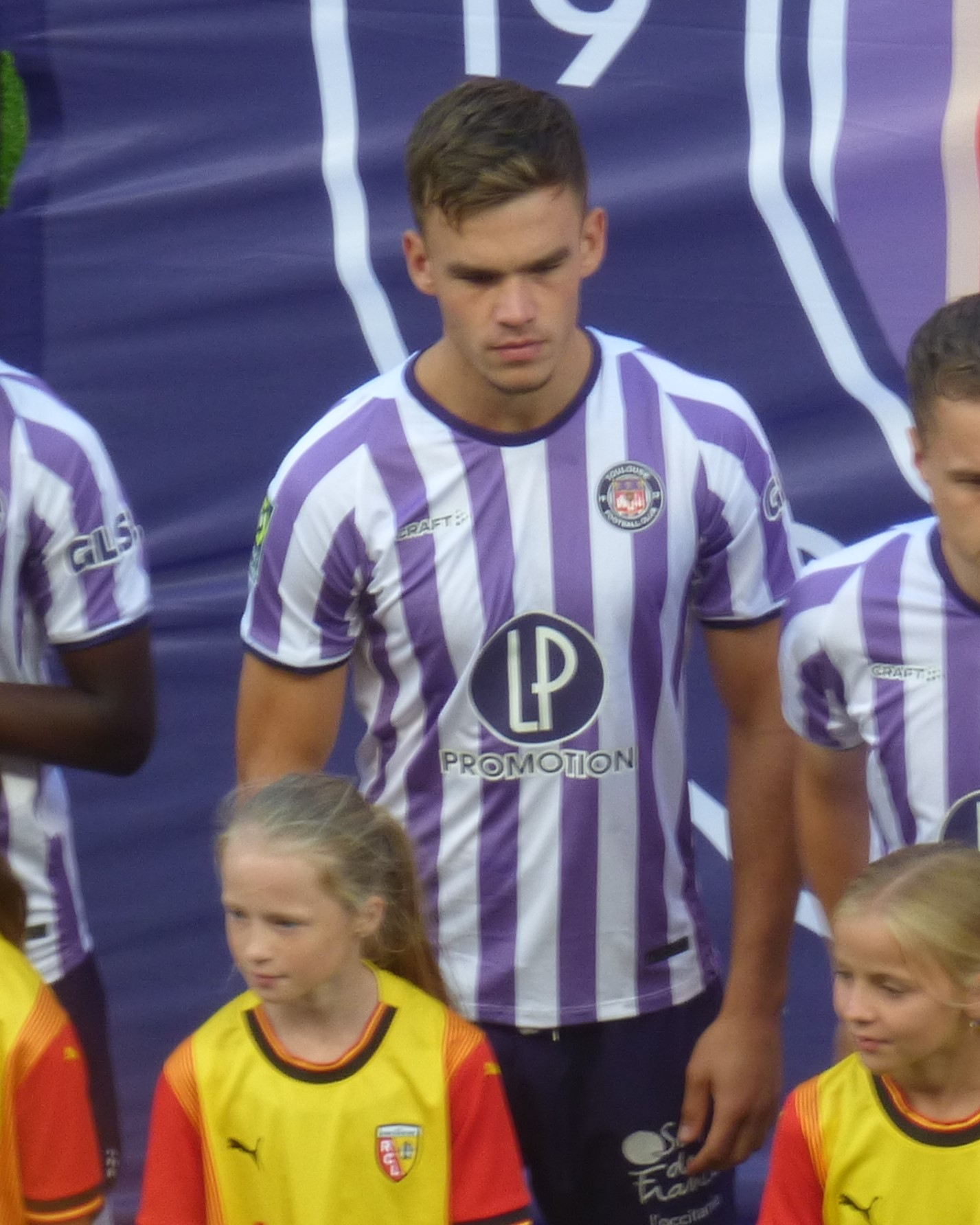
ساعد تييس دالينغا بإعتباره اللاعب الأكثر تسجيل للأهداف بإحرازه ستة أهدف في البطولة وتحقيق نادي تولوز كأس فرنسا للمرة الأول في تاريخه.

بعد تأهله إلى دور 32 عشر من كأس فرنسا، صمد فريق أجاكسيو الذي أظهر روحًا قتالية وعزيمة طوال المباراة أمام فريق تولوز، بعد عدة محاولات فاشلة كسر المهاجم المغربي زكرياء أبوخلال الجمود في الدقيقة 65 بعد تمريرة عرضية من الجهة اليمنى من الأرجنتيني ثييس دالينغا ومع استمرار محاولتهم التهديفية، ليعزز نادي تولوز التسجيل مجدداً. وضاعف البديل الجديد رافائيل راتاو النتيجة في الدقيقة 68 بتسديدة كرة لولبية في مرمى فرانسوا جوزيف سولاكارو. في نهاية مباراة فاز تولوز إف سي بهدفين دون مقابل، وبلغ دور الستة عشر من كأس فرنسا. في دور الستة عشر من كأس فرنسا، فاز فريق تولوز لكرة القدم على ضيفه ستاد ريمس وأمام حشد كبير من المشجعين، تأهل البنفسجي بعد تقدمه في النتيجة بهدف ضيوف في مرماه في الدقيقة 23، ثم منح أبوخلال تولوز التقدم بهدف ثاني في الدقيقة 35 من الشوط الأول. وبعد الاستراحة منح الشايبي تولوز هدف الثالث في الدقيقة 62 من الشوط الثاني. فيما تمكن لاعب ريمس ينس كايوستي من تقليص الفارق في اللحظات الأخيرة (3-1). ليضمن نادي تولوز التأهل إلى ربع نهائي كأس فرنسا.
تأهل نادي تولوز لكرة القدم إلى نصف نهائي كأس فرنسا بفوزه الساحق على روديز (6-1) على أرضية ملعبه. في اليوم الذي أعلن فيه وفاة جوست فونتين ووقف اللاعبين دقيقة تكريماً لنجم كرة القدم الفرنسية والعالمية. أمام حضور جماهيري غفير يتجاوز 30 ألف متفرج، خلال مواجهة ربع نهائي كأس فرنسا بين نادي تولوز ضد جاره روديز (من الدرجة الثانية). في مواجهة ربع النهائي	من كأس فرنسا، وفي غضون خمس دقائق من بداية المباراة افتتح زكريا أبو خلال التسجيل في الدقيقة الخامسة بعد ركلة ركنية من الهولندي برانكو فان دن بومان؛ ثم عزز الهولندي التقدم بهدفًا من داخل منطقة الجزاء في الدقيقة السابعة، ويضف دالينغا هدفًا الثالثة بعد تمريرة عرضية رائعة من هجمة مرتدة في الدقيقة 9، هذا التقدم السريع اربك حسابات نادي روديز، مع تعرّض الفريق الضيف لهجمات متواصلة ضاعف فارس شايبي النتيجة من ركلة حرة مباشرة من فان دن بومان في الدقيقة 21، كان نتاج رجال فيليب مونتانييه ليكون أكثر فاعلية لولا ا لولا تصدي حارس المرمى توماس سيكي للعديد من محاولاتهم الهجومية، لكن الأخير لم يتمكن من فعل شيء أمام تسديدة جابرييل سوازو القوية في الدقيقة 38 ويضيف الهدف الخامس، بعد تمريرة عرضية من الجانب الأيسر من شايبي مع ضعف الأداء الدفاعي المتذبذب للفريق.
حسمت الأمور، وأكدت عودة اللاعبين من غرفة الملابس كابوس الفريق الزائر. بعدما أُعيق الشايبي داخل منطقة الجزاء، وسجل منها دالينغا ثاني أهداف في الدقيقة 51 من ركلة جزاء، ويعزز بذلك سجله التهديفي. في المقابل أنقذت تسديدة ويليتي يونوسا بقدمه اليسرى من على حافة منطقة الجزاء في الدقيقة 69، شرف فريق إقليم أفيرون، لكنها لم تُغير مجرى المباراة. ليوصل فريق تولوز إلى نصف النهائي للمرة الثالثة في تاريخه.
في مواجهة نصف النهائي اضطر تولوز لبذل جهد كبير بتحاوز أنسي، الذي يحتل المركز الخامس عشر في الدوري الفرنسي الدرجة الثانية. حيث تمكن من فرض إيقاعه وخلق العديد من الفرص جائ منها افتتح التسجيل عن طريق زكريا أبوخلال بضربة رأسية في الدقيقة 36، لكن على الصعيد المعنوي انتزع أنسي هدف التعادل قبل الاستراحة مباشرة حصل اللاعب المخضرم أليكسي بوسيتي على ركلة جزاء ونفذها بنجاح في الدقيقة 45+4 من الشوط الأولى. خلال الشوط الثاني لم يُسيطر أيٌّ من الفريقين على مجريات اللعب. وجاء الفارق في النهاية نتيجة خطأ من مدافع تيمانفو الذي لم تكن تمريرته الرأسيه المُعادة إلى حارس مرماه قوية بما يكفي. ويستغل فارس الشايبي الفرصة ليسجل هدف الفوز في الدقيقة 86 من الشوط الثاني، ليفوز تولوز بنتيجة 2-1 في نصف نهائي كأس فرنسا. ليكون موسم 2023 عامًا موفقًا لفريق تولوز لكرة القدم. فبعد خسارته في نصف نهائي كأس فرنسا عامي 1985، 2009 نجح الفريق في تجاوز عقبة نصف النهائي أمام نادي آنسي، ليتأهل الفريق لمواجهة النهائي أمام نادي نانت على أرضية معلب فرنسا.

## المباراة

### تفاصيل المباراة
سحق تولوز ضيفه نانت حامل اللقب بنتيجة 5-1 في نهائي كأس فرنسا لكرة القدم بعد أن سجل أربعة أهداف في الشوط الأول على استاد فرنسا وسجل الاهداف المدافع لوغان كوستا والمهاجم ثييس دالينغا هدفين في أول 31 دقيقة من المباراة، سجل لودوفيك بلاس هدفًا واحدًا لصالح نادي نانت الذي يعاني هذا الموسم من خطر الهبوط من الدوري الفرنسي، لكن تولوز الذي صعد الموسم الفائت، نجح في تسجيل الهدف الخامس بفضل تسديدة زكريا أبوخلال من مسافة بعيدة الهدف الخامس في الشوط الثاني.
| نانت               | 1–5   | تولوز                                            |
| ------------------ | ----- | ------------------------------------------------ |
| - بلاس 75' (ركلة.) | تقرير | - كوستا 4'، 10' - دالينخا 23'، 31' - أبوخلال 79' |

| نانت | تولوز |

| GK              | 1  | ألبان لافون (c)    |     |     |
| RB              | 28 | فابيان كونتونز     |     |     |
| CB              | 21 | جان شارل كاستيليتو |     |     |
| CB              | 4  | نيكولاس بالويس     | 38' | 46' |
| LB              | 38 | جواو فيكتور        | 26' | 66' |
| DM              | 3  | أندريه جيروتو      |     |     |
| RM              | 10 | لودوفيتش بلاس      |     | 82' |
| CM              | 17 | موسى سيسوكو        |     |     |
| CM              | 25 | فلوريان مولات      |     | 46' |
| LM              | 27 | موسيس سيمون        |     | 46' |
| CF              | 31 | مصطفى محمد         |     |     |
| قائمة البدلاء:  |    |                    |     |     |
| GK              | 16 | ريمي ديسكامب       | 43' |     |
| DF              | 24 | سيباستيان كورشيا   |     |     |
| DF              | 26 | جوين حجام          |     |     |
| MF              | 8  | صامويل موتوسامي    |     | 46' |
| MF              | 29 | كوينتين ميرلين     |     | 66' |
| FW              | 7  | إيفان غويساند      |     |     |
| FW              | 11 | ماركوس كوكو        |     | 82' |
| FW              | 14 | إغناتيوس غانغو     |     | 46' |
| FW              | 99 | أندي ديلور         |     | 46' |
| المدرب:         |    |                    |     |     |
| أنطوان كومباريه |    |                    |     |     |

| GK             | 16 | كيتيل هاوغ          |     |     |
| RB             | 3  | ميكيل ديسلير        | 88' |     |
| CB             | 14 | لوغان كوستا         |     | 82' |
| CB             | 2  | راسموس نيكولايسن    |     |     |
| LB             | 15 | غابريال سوازو       |     |     |
| CM             | 17 | ستيين سبيرينجس      |     | 82' |
| CM             | 8  | برانكو فان دن بومان |     |     |
| RW             | 10 | بريشت ديجاجيري (c)  | 58' | 69' |
| AM             | 6  | زكرياء أبوخلال      |     |     |
| LW             | 28 | فارس شايبي          |     | 76' |
| CF             | 27 | تييس دالينخا        |     | 69' |
| قائمة البدلاء: |    |                     |     |     |
| GK             | 30 | ماكسيم دوبيه        |     |     |
| DF             | 4  | أنتوني روو          |     | 82' |
| DF             | 23 | موسي ديارا          |     | 82' |
| DF             | 26 | وارن كامانزي        |     |     |
| MF             | 5  | دينيس جنيرو         |     |     |
| MF             | 13 | فنسنت سيرو          |     | 69' |
| FW             | 7  | آدو أوناإو          |     | 69' |
| FW             | 21 | رافاييل راتون       |     | 76' |
| FW             | 29 | سعيد هاموليتش       |     |     |
| المدرب:        |    |                     |     |     |
| فيليب مونتاني  |    |                     |     |     |

| الحكام المساعدون: ماتيو جروبوست هشام زكراني الحكم الرابع: توماس ليونارد حكم تقنية الفيديو: بينوا باستين مساعد حكم تقنية الفيديو: ألكسندر كاسترو | قواعد المباراة - مدة المباراة 90 دقيقة مقسمة إلى شوطين مدة كل شوط 45 دقيقة. - تلعب أشواط إضافية من 30 دقيقة مقسومة إلى شوطين مدة كل شوط 15 دقيقة. - تطبق قاعدة ركلات الجزاء الترجيحية في حال استمرار التعادل في الأشواط الإضافية. - تواجد تسعة لاعبًا على مقاعد البدلاء. - الحد الأقصى خمسة تبديلات، مع السماح بتبديل سادس في الوقت الإضافي. |